# Fusil à vent
 (octobre 2012).
Si vous disposez d'ouvrages ou d'articles de référence ou si vous connaissez des sites web de qualité traitant du thème abordé ici, merci de compléter l'article en donnant les références utiles à sa vérifiabilité et en les liant à la section « Notes et références ».
Le fusil à vent est une arme à air comprimé dont le principe remonte au IIIe siècle av. J.-C. et que l’ingéniosité des artisans n’a cessé de perfectionner. Leurs descendants modernes sont les armes à air comprimé, à compression mécanique ou électrique, et celles à cartouches de gaz pré-comprimé.

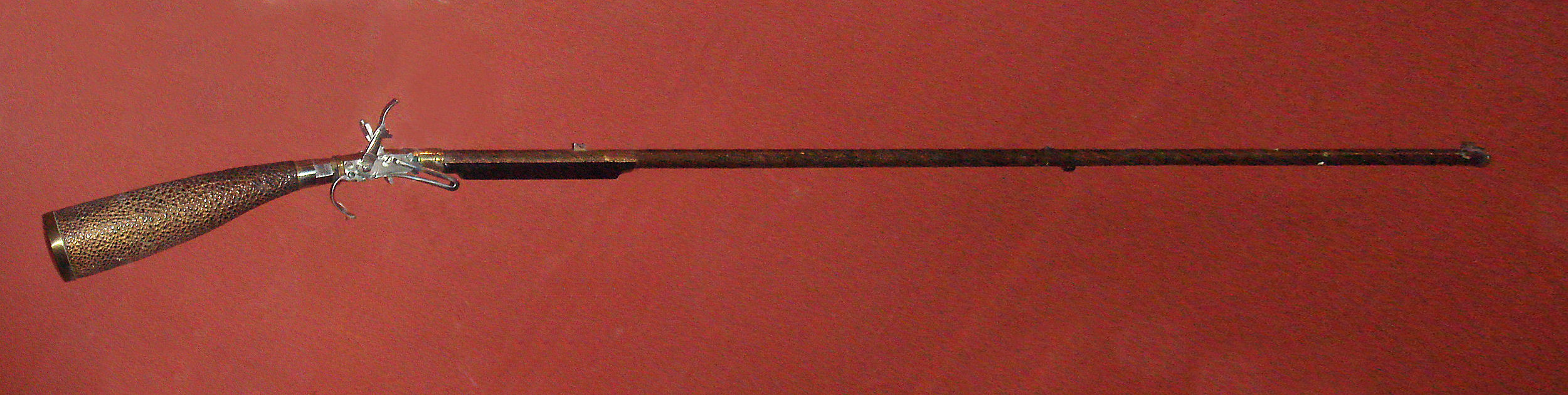
Fusil à vent fabriqué au Japon dans les années 1820-1830. Le réservoir à air est dans la crosse.

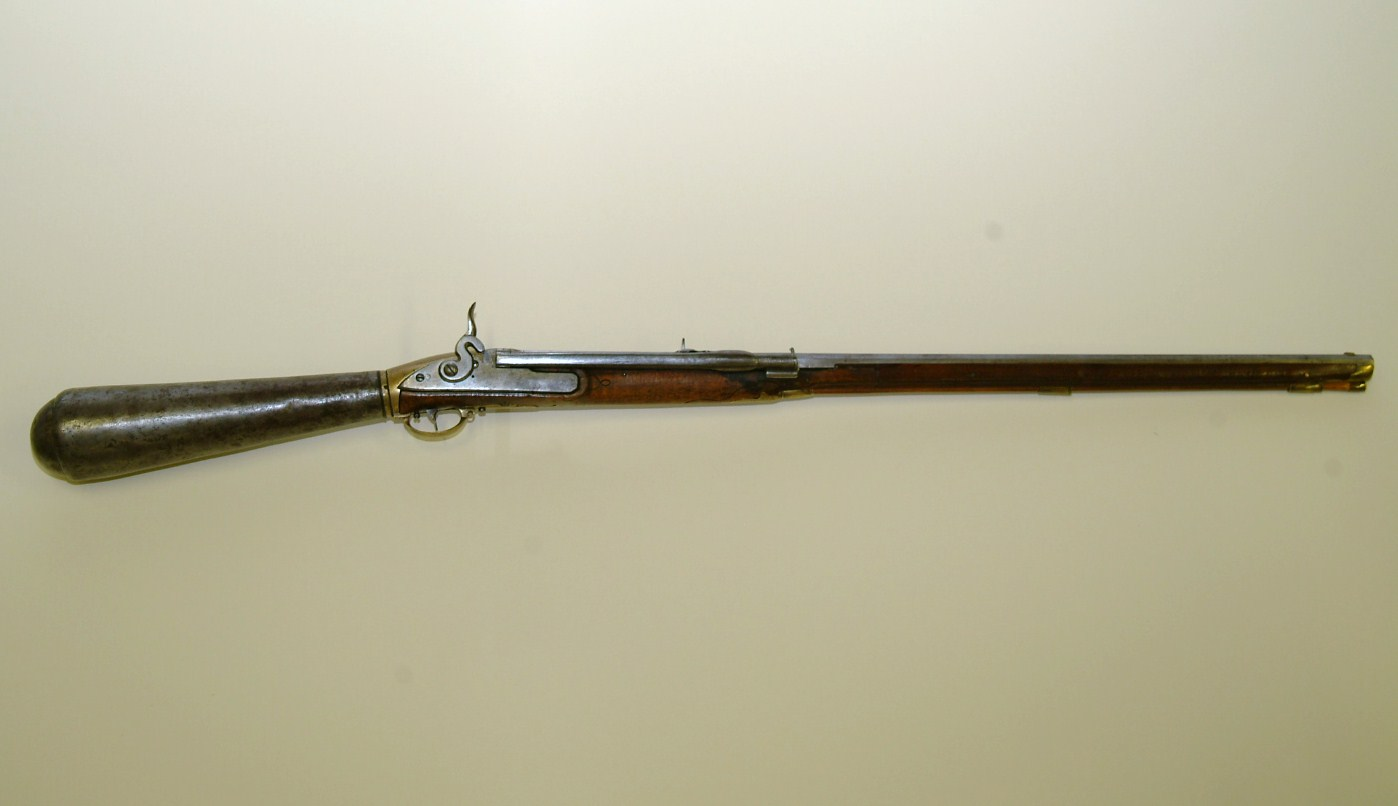
Fusil autrichien à répétition basé sur le système Girandoni, circa 1795.

## Évolution du fusil à vent
Le principe d’une arme à air comprimé est attesté au IIIe siècle av. J.-C. en Égypte. Il s’agit de l'une des inventions de l’illustre savant grec Ctésibios d’Alexandrie, qui l’appelle aérotone. Elle se présente sous la forme d'une sorte de baliste ou de catapulte basée sur un canon à air comprimé qui, enfermé dans un cylindre de bronze, pousse un ressort,  qui à son tour pousse un projectile,.
En 1608, le système est redécouvert par Marin Bourgeois, qui offre à Henri IV une arquebuse à vent composée de trois parties : un réservoir de cuivre rempli avec une forte seringue, une partie vanne de distribution et une partie canon. Le projectile est un morceau de bois surmonté d’une pointe en acier ; un morceau de papier assure l’étanchéité entre le projectile et l’alésage du canon.
Il faut cependant attendre la fin du XVIIe siècle pour que la fabrication des fusils à vent se généralise tout en restant majoritairement allemande. Parmi les différents fusils à vent sont à distinguer le fusil à crosse (constitué d’un réservoir à air en fer ou en cuivre recouvert de peau), le fusil à pompe (logée dans la crosse) et le fusil à boule-réservoir interchangeable, invention anglaise du milieu du XVIIIe siècle.
Ces armes furent prohibées dans quelques pays, parce que l’absence de bruit, de fumée et de flamme ont paru trop propres à favoriser le crime. Elles furent néanmoins d’un emploi fréquent en Allemagne pour la chasse, principalement par les braconniers car faciles à démonter et à dissimuler.[réf. nécessaire]
Dans un cas seulement, ces armes furent employées par une armée : l'Autriche en dota certaines de ses troupes (une compagnie de Tyroliens), durant les guerres contre la Turquie, en 1799. Il s’agit du modèle de fusil à vent perfectionné par l’horloger Bartholomäus Girandoni (1729-1799), dans lequel un réservoir de projectiles, monté sur le côté du canon, permet des tirs à répétition. Les tirailleurs se plaçaient de manière à diriger leurs coups sans qu'on pût deviner de quel côté ils venaient. Cette arme se charge par la culasse, la crosse contenant le soufflet qui est gonflé ; les dix premières balles sont efficaces jusqu'à 225 m. L'une de ces carabines se trouve au Conservatoire des arts et métiers à Paris.
En 1804-1806, les armes à vent type Girandoni, fabriquées par l’armurier Johann Jacob Kuntz (1759-1841) de Philadelphie (Pennsylvanie), furent employées par les explorateurs Meriwether Lewis et William Clark durant leurs voyages à l’intérieur des territoires nord-américains.
Il semble que des armes à vent étaient encore employées en juillet 1830 car des blessures relevées sur des militaires ne présentaient, selon la médecine légale, aucune trace de noirceur comme en auraient présenté des balles tirées par une arme conventionnelle à poudre noire.
En 1834, M. Perrot de Rouen, mécanicien inventeur de la célèbre perrotine, une machine à imprimer, a tiré de l'idée première de Ctésibios et de Marin Bourgeois un appareil de haute technicité. Au lieu d'agir d'une manière intermittente, le fusil à vent de M. Perrot, à l'instar du fusil à vapeur perfectionné par Perkins, projetait à volonté un flux de balles continu.

## Fusil à vapeur
Les armes à vapeur firent l’objet de recherches poussées. Le principe était basé sur la machine à vapeur du capitaine du Génie Joseph Cugnot qui, en 1768, réussit à faire rouler un chariot d’artillerie mu par la vapeur.
En 1809, un affût à vapeur est construit par le général François de Chasseloup-Laubat (1754-1833) et expérimenté à Alexandrie, mais le matériel est refusé en 1810 à la suite d'une commission d’enquête.
Le lieutenant Girard (1775-1815), ancien officier du Génie, présenta en 1814 la « Girarde », un chariot surmonté d’un affût et une chaudière en tôle fixée dessous pour vaporiser l’eau de six canons qui pouvaient ainsi projeter 180 balles chacun, soit 1080 au total.
En 1824, le canon à vapeur calibre 4 (23,3–24 mm) du mécanicien Jacob Perkins (1766-1849) tirait 800 balles par minute avec une grande vitesse sous une pression de vapeur de 55 kg/cm2 et fut expérimenté à Greenwich en présence de l’ambassadeur de France et d'une commission de trois membres de l'Institut, parmi lesquels figuraient Gay-Lussac.
Le cinéma utilisa cette technique, en 1974, comme trame de l'épisode 10 de la série (2) Schulmeister, l'espion de l'empereur : un coup pour rien.